# Будьонновець
Будьо́нновець (рос. Будённовец, башк. Буденновсыа) — присілок у складі Бакалинського району Башкортостану, Росія. Входить до складу Михайловської сільської ради.
Населення — 71 особа (2010; 65 у 2002).
Національний склад:
- росіяни — 65 %